# Louis B. Mayer
Louis Burt Mayer, nato Lazar Meir (Dymer, 12 luglio 1884 – Los Angeles, 29 ottobre 1957), è stato un produttore cinematografico statunitense.
Di origine bielorussa, è celebre per essere stato l'incontrastato e dispotico capo della più celebre casa cinematografica hollywoodiana, la Metro Goldwyn Mayer.
Fu tra i trentasei fondatori dell'Academy of Motion Picture Arts and Sciences (AMPAS), che nacque nel 1927, un'organizzazione per il miglioramento e la promozione mondiale del cinema. L'Academy nel 1929 creò il Premio Oscar.

## Biografia

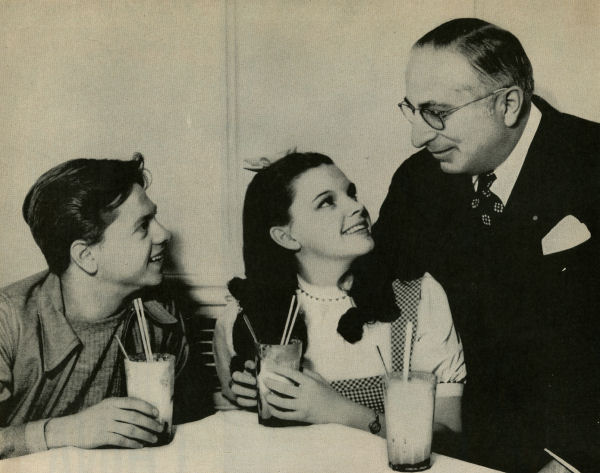
Mickey Rooney, Judy Garland e Louis B. Mayer in un'immagine pubblicitaria

Nato in una famiglia ebrea a Dymer, in Bielorussia ma all'epoca parte dell'Impero russo, si trasferì in Canada poco più che ragazzino. Lì conseguì il diploma e, nel contempo, aiutò il padre nel commercio di rottami meccanici.
Nel 1904, si trasferì a Boston, nel Massachusetts, dove iniziò a interessarsi di cinema; tre anni dopo, nella vicina cittadina di Haverhill, aprì la sua prima sala cinematografica. Con uno spiccato fiuto per gli affari e con un nuovo nome, Louis B. Mayer, cominciò a espandere la propria attività: nel giro di pochi anni diventò proprietario della più grande catena di sale cinematografiche del New England.
Nel 1916, si associò a Richard A. Rowland per creare la società Metro Pictures Corporation, con sede a New York. Successivamente, si trasferì a Hollywood per aprire una propria casa di produzione cinematografica, la "Louis B. Mayer Pictures". In seguito, si unì a B.P. Schulberg per creare la "Mayer-Schulberg Studio". Nel 1924 Marcus Loew, che intanto aveva stretto un accordo con Samuel Goldwyn (che si chiamava in realtà Samuel Gelbfisz ed era un ebreo polacco), comprò la "Louis B. Mayer Pictures" e, come membro della società, rese Mayer capo della Metro Goldwyn Mayer.
Dalla metà degli anni venti e per tutti gli anni trenta, Louis B. Mayer regnò incontrastato sulla "Mecca del Cinema" e, con l'aiuto del brillante produttore Irving Thalberg, promosse un cinema spettacolare quanto "per famiglie". Rese la vita difficile a registi provocatori, come ad esempio Erich von Stroheim col suo Rapacità (Greed, 1924), ma, col suo fiuto finanziario e commerciale, riuscì a intuire i gusti del pubblico e, grazie anche a lui, la MGM realizzò film indimenticabili. Resta storico però anche il suo atteggiamento dispotico e le sue idee conservatrici: indimenticabili l'odio per John Gilbert, il distacco nei confronti di Greta Garbo, lo sfruttamento del talento di Judy Garland, ma anche la gentilezza verso Katharine Hepburn.

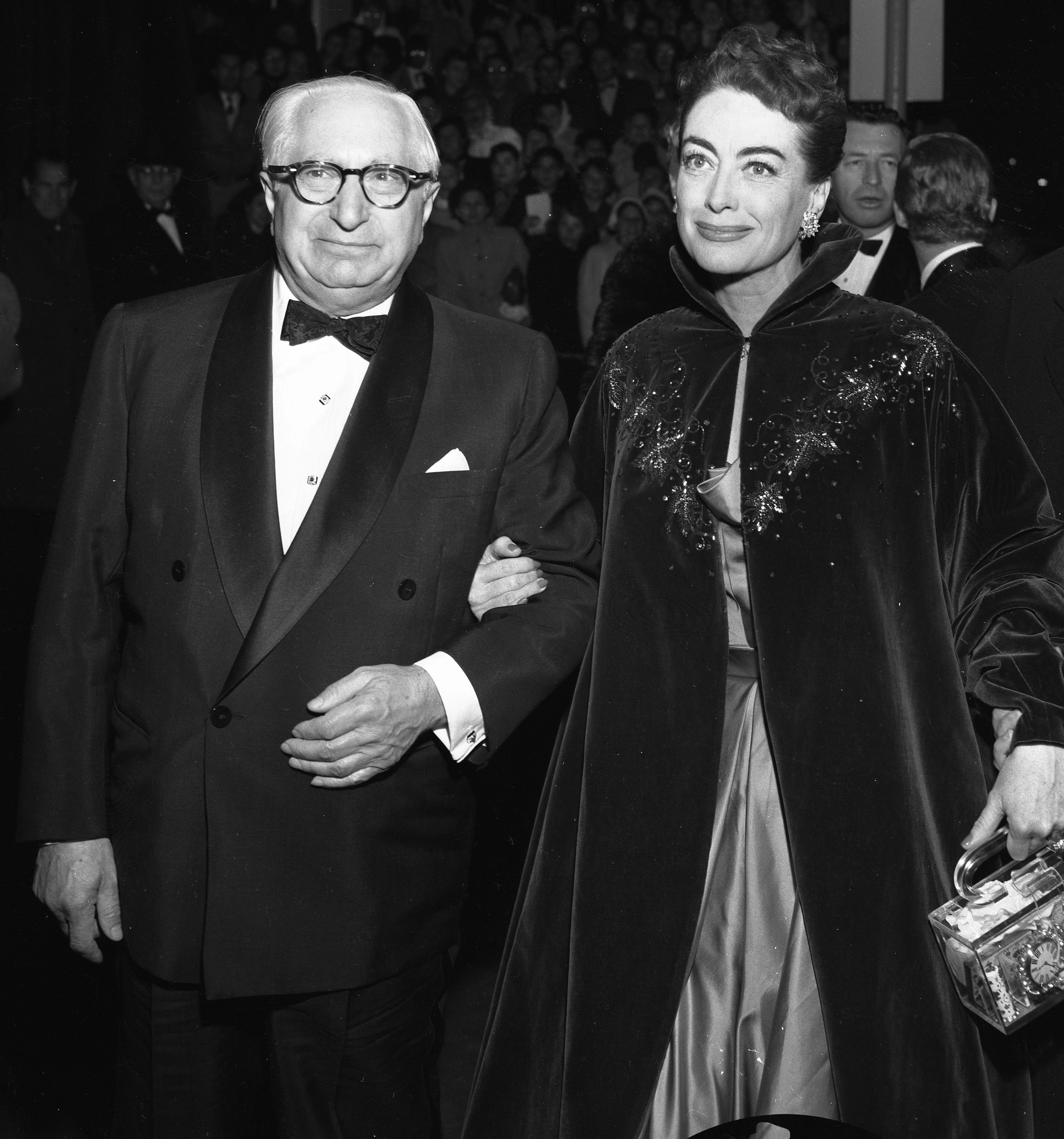
Louis B. Mayer e Joan Crawford alla prima di La maschera e il cuore (1953)

Durante la Seconda guerra mondiale, promosse una serie di film propagandistici e affidò al brillante musicista e produttore Arthur Freed il compito di rallegrare l'America con brillanti musical in technicolor. Ma, con la fine dello "studio system", la sua visione del cinema iniziava a diventare antiquata, e nel 1951 Mayer venne scalzato da Dore Schary, nuovo capo della produzione.
Nei primi mesi del 1957 scoprì di essere ammalato di leucemia e morì nello stesso anno.

## Influenza culturale
- nel film Mammina cara (Mommie Dearest), diretto nel 1981 da Frank Perry, Mayer è interpretato da Howard Da Silva
- The Casting Couch, regia di John Sealey – video con filmati di repertorio (1995)
- nel film TV RKO 281 - La vera storia di Quarto potere (RKO 281), diretto nel 1999 da Benjamin Ross, Mayer è interpretato da David Suchet
- nel film De-Lovely - Così facile da amare (De-Lovely) diretto nel 2004 da Irwin Winkler, Mayer è interpretato da Peter Polycarpou
- nel film The Aviator (2004), biopic su Howard Hughes diretto da Martin Scorsese, Mayer è interpretato da Stanley DeSantis
- nel film Judy (2019), biopic su Judy Garland, Mayer è interpretato da Richard Cordery